# Seznam členů československého Federálního shromáždění po volbách v roce 1990
Toto je seznam členů Federálního shromáždění po volbách v roce 1990, kteří v tomto nejvyšším zákonodárném sboru Československa zasedali do voleb v roce 1992.

## Abecední seznam poslanců Sněmovny lidu
Včetně poslanců, kteří nabyli mandát až dodatečně jako náhradníci (po rezignaci či úmrtí předchozího poslance). Za jménem uvedena stranická příslušnost, popřípadě příslušnost k poslaneckému klubu.

### A–H
- PaedDr. Gejza Adam – VPN (ROI), pak HZDS, pak ODÚ-VPN
- PhDr. Jiří Adámek – HSD-SMS
- Miroslav Adámek – SNS
- Oľga Andelová – SNS
- Dušan Badura – VPN[1]
- Ing. Jozef Bakšay – VPN pak ODÚ-VPN
- Ing. Pavol Balgavý, CSc. – VPN
- PhDr. doc. Boleslav Bárta, CSc. – HSD-SMS
- JUDr. Josef Bartončík – KDU, pak KDU-ČSL
- Eduard Baštigál – SNS, pak SKDH
- Ing. Rudolf Battěk – OF (KSD OF), pak ASD, pak OH
- JUDr. Michal Benčík, CSc. – KSS (KSČS), pak SDĽ
- PhDr. Václav Benda – KDU, pak KDS-LDS
- Michal Bláha – VPN pak ODÚ-VPN
- MUDr. Július Bobovnický – KDH
- Ing. Michal Borguľa – KSS (KSČS), pak SDĽ
- PhDr. Dana Branná – OF, pak OH
- Rudolf Cejnek – HSD-SMS[2]
- JUDr. Ján Čarnogurský – KDH[3]
- MUDr. Mahulena Čejková – OF, pak OH
- Július Čermák – VPN[4]
- Albert Černý – OF (KSD OF), pak ASD, pak OH, pak nezařazený
- JUDr. Jiří Černý – KDU, pak KDU-ČSL
- akad. Milan Čič – VPN, pak HZDS
- doc.RNDr. Pavol Čičmanec, CSc. – KDH
- JUDr. Vincent Danihel – KSS (KSČS), pak SDĽ
- PhDr. Vojtěch Deyl – OF, pak NPOF
- Jiří Dienstbier ml. – OF, pak OH
- Jiří Dienstbier st. – OF, pak OH
- Ing. Vladimír Dlouhý, CSc. – OF, pak ODA
- PhDr. Josef Doksanský – OF, pak OH
- JUDr. Ivan Dospíšil – KSČS, pak KSČM
- MUDr. Dana Drešerová – KSČS, pak KSČM
- Ing. Vladimír Fiala –  OF (ODS)[5]
- JUDr. Vojtěch Filip – KSČS, pak KSČM
- PaedDr. Stanislav Florián – HSD-SMS
- Jaromír Gebas – KSČS, pak KSČM
- Štefan Gürtler – OF, pak OH
- MUDr. Juraj Gyimesi – Együttélés-MKDH (Együttélés)[6]
- MUDr. Stanislav Hanák – KDU, pak KDU-ČSL
- Jana Hlaváčová – OF[7]
- doc.Ing. Karol Honner, CSc. – VPN pak ODÚ-VPN, pak ODS[8]
- Rudolf Hrušínský – OF, pak NPOF
- JUDr. Pavol Hrušovský – KDH
- Bohuslav Hubálek – OF, pak ODA, pak nezařazený
- RNDr. Ondřej Huml – OF, pak ODS

### CH–R
- Ing. Stanislav Chýlek – OF, pak OH
- Ing. Augustín Jambor, CSc. – KDH, pak SKDH
- Bohumil Janča – OF, pak OH
- JUDr. Miroslav Jansta – KSČS, pak KSČM, pak nezařazený
- JUDr. Zdeněk Jedinák – KSČS, pak KSČM
- Ing. Pavel Jégl – OF, pak OH
- Jaroslav Jenerál – KSČS, pak KSČM
- Karel Ježek – OF, pak OH
- Ing. Jaroslav Jurečka – OF, pak ODS
- Jan Kačer – OF, pak OH
- Jozef Kakačka – KDH
- Marián Kapusta – KDH, pak SKDH
- Jan Kavan – OF, pak nezařazený, pak KPSDO
- JUDr. Zdeněk Kessler – OF, pak ODS
- JUDr. Ing. Jiří Kincl – KSČS, pak KSČM
- Aleš Kladivo – HSD-SMS
- Prof. Ing. Václav Klaus, CSc. – OF, pak ODS
- Milan Kňažko – VPN, pak HZDS
- Michael Kocáb – OF, pak NPOF
- doc.Ing. Valtr Komárek, DrSc. – OF, pak KPSDO
- PhDr. Jindřich Konečný – OF, pak OH
- Pavel Konečný – HSD-SMS, pak ODS
- Ing. Tomáš Kopřiva – OF, pak ODS
- Ing. Miroslav Korman – KSS (KSČS), pak SDĽ
- Ing. Jaroslav Kos – KSČS, pak KSČM
- Prof. RNDr. Ladislav Kováč – VPN[9]
- Ing. Michal Kováč, CSc. – VPN, pak HZDS
- JUDr. Jiří Kovář – OF, pak ODS
- MUDr. Miloš Krejcar – HSD-SMS
- Mgr. Daniel Kroupa – OF, pak ODA
- Erich Kříž – OF, pak ODS
- Petr Kučera – OF, pak OH
- Ing. Stanislav Kučera, CSc. – KDH
- RNDr. Libor Kudláček – OF, pak ODA
- Martin Kukučka – VPN (ODÚ-VPN), pak ODS[10]
- Ing. Peter Kvačkaj – KSS (KSČS), pak SDĽ
- MVDr. Jiří Lacina – OF, pak ODS
- doc.PhDr. Ivan Laluha, CSc. – VPN, pak HZDS
- Ján Langoš – VPN, pak ODÚ-VPN
- Ing. František Magyar, CSc. – Együttélés-MKDH (MKDH), pak MĽS[11]
- Zdeněk Malina – OF, pak ODS
- Michal Malý – OF, pak ODS
- Emanuel Mandler – OF (LDS), pak nezařazený, pak KDS-LDS
- Slavoj Marek – OF, pak ODS
- JUDr.PhDr. Zdeněk Masopust, DrSc. – KSČS, pak KSČM
- František Michálek – KDU, pak KDU-ČSL
- Petr Miller – OF, pak OH
- Ing. Július Minka, CSc. – VPN, pak HZDS
- Zdeněk Mitás – HSD-SMS[12]
- RSDr. Vasil Mohorita – KSČS, pak KSČM, pak nezařazený
- Ladislav Molnár – Együttélés-MKDH (Együttélés)[6]
- MUDr. Peter Mornár – KDH
- Jiří Musílek – OF, pak OH
- Ivan Mynář – OF, pak OH
- Marta Nazari-Buřivalová – HSD-SMS, pak SČPŽR
- Dana Němcová – OF, pak OH
- Vladislav Niedoba – Együttélés-MKDH (Együttélés)[13]
- MUDr. Eva Nováková – HSD-SMS
- MUDr. Karel Novosad – OF, pak ODA
- Ing. Ivo Novotný, CSc. – KSČS, pak KSČM
- Ing. Bohuslav Peka – HSD-SMS
- Ing. Alfonz Petrovič – KDH, pak SKDH
- Jaromír Piskoř – OF, pak ODS
- PhDr. Ján Pobežal – OF, pak ODS
- JUDr. Milan Pohanka, CSc. – OF, pak ODS
- PhDr. Jiří Pospíšil – OF, pak ODS
- Jozef Pribilinec – KSS (KSČS)[14]
- Alojz Rajnič – KDH
- Ing. Miroslav Richter, CSc. – OF, pak ODS
- Ing. Richard Richterek – KSČS, pak KSČM
- Ing. Radomil Ropek – OF, pak nezařazený, pak HSD-SMS
- Gabriela Rothmayerová – KSS (KSČS), pak SDĽ
- Jiří Ruml – OF, pak NPOF, pak nezařazený
- PhDr. Ivan Rynda – OF, pak OH

### S–Z
- PhDr. Eva Sahligerová – VPN pak ODÚ-VPN, pak ODS[15]
- JUDr. Richard Sacher – KDU, pak KDU-ČSL
- RNDr. Vladimír Savčinský – VPN pak ODÚ-VPN
- Ing. Jiří Sedlák – KSČS, pak KSČM
- Karel Sedlář – VPN (ODÚ-VPN)[16]
- Ing. Jiří Schneider – OF, pak ODS
- MUDr. Viliam Soboňa – VPN, pak HZDS
- Ing. Miloslav Soldát – OF, pak ODS
- MUDr. Jiří Soukup – OF, pak OH
- RNDr. Jaroslav Suchánek – OF, pak ODS
- Miroslav Sychra – OF, pak ODS
- RNDr. Ferenc Szőcs, DrSc. – Együttélés-MKDH (MKDH)[11]
- MUDr. Pavel Šebek – OF, pak ODS
- Jozef Šepetka – VPN, pak ODÚ-VPN
- Ing. Mikuláš Šidík – KSS (KSČS), pak SDĽ
- prof.Ing. Věněk Šilhán, CSc. – OF, pak KPSDO
- JUDr. Eduard Šimko – VPN, pak HZDS
- JUDr. Ing. Ivan Šimko – KDH
- Jaromír Šlápota – KDU, pak KDU-ČSL
- Ruth Šormová – OF, pak OH
- Josef Špaček – OF, pak KPSDO
- Ing.akad. Alena Šrámková, arch. – OF[17]
- Soňa Tarhoviská – OF, pak OH
- Ing. Milan Tejkl – OF, pak ODS
- Ing. Miroslav Téra – KDU (KDU-ČSL)[18]
- Ing. Vladimír Tolar, CSc. – KSČS, pak KSČM
- Josef Tomsa – KDU, pak KDS
- Ivan Tužimský – HSD-SMS[19]
- Zuzana Tvrdá – SNS
- Ing. Miroslav Tyl – KDU, pak KDS
- JUDr. Ernest Valko – VPN pak ODÚ-VPN
- Ing. arch. Pavel Vandas – OF, pak ODA
- Olivér Varga – Együttélés-MKDH (MKDH), pak MĽS[11]
- Emília Vášáryová – VPN
- Ing. Jozef Veverka, CSc. – VPN, pak HZDS
- Mgr. Jan Vidím – OF, pak ODS
- Oszkár Világi – VPN (MNI), pak ODÚ-VPN (MOS)
- JUDr. Lubomír Voleník – OF, pak ODS
- Ing. Marián Vrabec – SNS
- Ladislav Vrchovský – OF, pak OH
- Zdeněk Vysloužil – HSD-SMS
- Jozef Wagner – OF, pak KPSDO
- Pavel Zahrádka – OF, pak ODS
- PhDr. Eliška Záležáková – SNS, pak nezařazená
- Ing. Ján Zán – KSS (KSČS), pak SDĽ
- Ing. Miroslav Zavřel – OF, pak ODS, pak KAN
- prof. Ing. Rudolf Zukal, CSc. – OF, pak KPSDO
- Ladislav Žáček – HSD-SMS
- Ing.arch. Stanislav Žalud – OF, pak ODS

## Abecední seznam poslanců Sněmovny národů
Včetně poslanců, kteří nabyli mandát až dodatečně jako náhradníci (po rezignaci či úmrtí předchozího poslance). Za jménem uvedena stranická příslušnost, popřípadě příslušnost k poslaneckému klubu.

### A–H
- Doc. RSDr. Ladislav Adamec, CSc. – KSČS, pak KSČM
- Mária Adrianová – VPN pak ODÚ-VPN
- Ing. Rafael Ambros – KDH
- Ing. Anton Anderko – KDH
- Ing. František Arnošt – KSČS, pak KSČM
- Marta Babálová – KDH
- MUDr. Veronika Baculáková – Együttélés-MKDH (MKDH)[20]
- prom.práv. Štefan Bačinský – VPN pak ODÚ-VPN, nezařazení
- MUDr. István Bajnok – Együttélés-MKDH (Együttélés)[6]
- Ing. István Batta – Együttélés-MKDH (Együttélés)[6]
- Edita Bellušová – VPN, pak HZDS
- PhDr. Antonín Blažek – OF, pak ODA
- Ing. Zoltán Boros – Együttélés-MKDH (Együttélés)[6]
- Ing. Pavel Bratinka – OF, pak ODA
- Mgr. Petr Brodský – OF, pak OH
- Zdeněk Brůžek – OF, pak OH
- Ing. Béla Bugár – Együttélés-MKDH (MKDH)[11]
- Jiří Bureš – OF, pak ODS
- Petr Burian – OF, pak nezařazený
- Ing. Jaroslav Cuhra – KDU, pak KDU-ČSL
- JUDr. Marián Čalfa – VPN, pak ODÚ-VPN
- RNDr. Michal Čverčko, CSc. – KDH
- Stanislav Devátý – OF, pak ODS
- Bohumil Doležal – OF (LDS), pak nezařazený, pak KDS-LDS, pak ODS
- Pavel Dostál – OF, pak KPSDO
- RSDr. Alexander Dubček – VPN, pak nezařazený
- RNDr. Miklós Duray – Együttélés-MKDH (Együttélés)[6]
- Marián Farkaš – VPN, pak ODÚ-VPN
- PhDr. Ivan Fišera – OF, pak KPSDO
- Ing. Jan Fričar – KDU, pak KDU-ČSL
- Anna Gajdošová – VPN, pak HZDS
- Mgr. Petr Gandalovič – OF, pak ODS
- Karol Gémesi – VPN (MNI), pak ODÚ-VPN (MOS)
- Štefan Glezgo – VPN, pak ODÚ-VPN
- PhDr. Oľga Glosíková, CSc. – KSS (KSČS), pak SDĽ
- doc. PhDr. Miroslav Grebeníček, CSc. – KSČS, pak KSČM
- Ing. Ján Hacaj – VPN, pak ODÚ-VPN
- Alfréd Haško – VPN, pak ODÚ-VPN
- Ing. Jaroslav Hladík – OF, pak NPOF, pak SČPŽR
- Ing. Bohumil Hlavička – OF, pak OH
- Sonja Hlávková – VPN, pak ODÚ-VPN
- prom.ped. Ján Horník – KDH
- Michal Horský – VPN, pak ODÚ-VPN
- JUDr.PhDr. František Houška – OF, pak ODS
- Ing. Tomáš Hradílek – OF, pak OH
- Ing. Pavol Hrivík, CSc.  – SNS
- Milan Hruška – OF, pak ODS
- Václav Humpál – OF, pak OH

### CH–R
- prof.JUDr. Zdeněk Jičínský, DrSc. – OF, pak OH, pak KPSDO
- Ing. Jiří Jílek – OF, pak ODS
- PhDr. Pavol Kanis, CSc. – KSS (KSČS), pak SDĽ
- Mária Kapitulíková – KDH
- Marie Kaplanová – KDU, pak KDS-LDS
- Ing. Jozef Klokner – KDH
- PhDr. Jan Kobylka – OF, pak ODS
- prof.Ing. Hvezdoň Kočtúch, DrSc. – VPN, pak HZDS
- JUDr.prof. Martin Kontra – VPN, pak HZDS
- Ing. Libor Kostya – KSČS, pak KSČM
- prof. Ing. Jozef Košnár, DrSc. – KSS (KSČS), pak SDĽ
- Ing. Ladislav Kováč – VPN, pak ODÚ-VPN
- Marián Kováč – KSS (KSČS), pak SDĽ
- Michal Kováč – VPN, pak HZDS
- Drahomíra Kovaříková – OF, pak NPOF, pak SČPŽR
- Ing. Štefan Krištofík – KDH
- František Kubíček – KSS (KSČS), pak SDĽ
- Marta Kubišová – OF[21]
- Peter Kulan – VPN, pak ODÚ-VPN
- Ing. Michal Kurťák – KDH
- MUDr. Ladislav Kvasnička – KDH
- JUDr. Lubomír Ledl – KSČS, pak KSČM
- Ladislav Lis – OF, pak OH
- Ing. Josef Lux – KDU, pak KDU-ČSL
- MUDr. Miroslav Macek – OF, pak ODS
- MUDr. Jiří Maštálka – KSČS, pak KSČM
- JUDr. Soňa Matochová – HSD-SMS
- JUDr. Vladimír Mečiar – VPN, pak HZDS
- prof.JUDr. Josef Mečl, CSc. – KSČS, pak KSČM
- Pavel Měrák – KSČS, pak KSČM
- Lajos Mészáros – ODÚ-VPN (MOS)[22]
- Ing. Vladimír Mikan – OF, pak OH
- István Miklós – Együttélés-MKDH (Együttélés)[6]
- JUDr. Vladimír Mikule – OF
- Vladimír Mináč – KSS (KSČS), pak SDĽ
- JUDr. Jozef Mišura – KSS (KSČS), pak SDĽ
- Jaroslav Mlčák – OF, pak ODS
- doc.PhDr. Ján Mlynárik, CSc. – VPN, pak ODÚ-VPN
- Ing. Juraj Molnár  – SNS
- Ing. Víťazoslav Moric, CSc. – SNS
- Ing. Ján Morovič, CSc. – VPN, pak ODÚ-VPN
- Ing. Ludvík Motyčka – KDU, pak KDU-ČSL
- Ing. Milan Muška – KSS (KSČS), pak SDĽ
- RNDr. Igor Němec – OF, pak ODS
- László Nyitrai – Együttélés-MKDH (Együttélés)[23]
- RNDr. Béla Novitzky, CSc. – Együttélés-MKDH (MKDH), pak MĽS[11]
- doc.JUDr. Jozef Olej, CSc. – KSS (KSČS), pak SDĽ
- Ing. Anton Ondrejkovič – VPN, pak HZDS
- PhDr. Alena Ovčačíková – HSD-SMS
- Šimon Pánek – OF[24]
- Stanislav Pánis – SNS (SNJ), pak nezařazený
- JUDr. Vlasta Parkanová – OF, pak ODA
- JUDr. Jaromír Patočka – OF, pak OH, pak KPSDO
- Oľga Pavúková – SNS
- František Pernica – HSD-SMS
- Ing. Josef Pernica – KSČS, pak KSČM
- František Peter – VPN, pak ODÚ-VPN
- Jana Petrová – OF, pak ODS
- Ivan Polanský – KDH, pak SKDH
- doc.JUDr. Marián Posluch, CSc. – VPN, pak ODÚ-VPN
- Mgr. Michal Prokop – OF, pak ODA
- László Rajczsy – Együttélés-MKDH (MKDH), pak nezařazený[11]
- PhDr. Miloslav Ransdorf, CSc. – KSČS, pak KSČM
- Peter Rašev – VPN
- Ľubomír Repašský – KDH[25]
- PhDr. Miroslav Roček – OF, pak ODS
- JUDr. Ladislav Roman – SNS
- Miloslav Roubal – VPN, pak ODÚ-VPN

### S–Z
- Eleonóra Sándorová – VPN (MNI), pak ODÚ-VPN (MOS)
- Ing. Jaroslav Selner – OF, pak ODS
- Karol Seman – KSS (KSČS), pak SDĽ
- Ing. Rostislav Senjuk – OF, pak NPOF, pak SČPŽR
- Ing. Peter Serenčéš, CSc. – KSS (KSČS), pak SDĽ
- Ing. Jiří Skalický – OF, pak ODA
- Marta Skarlandtová – OF[17]
- Věroslav Sláma – OF, pak ODS
- Ing. Ján Slota – SNS
- Kornel Smržík – VPN, pak ODÚ-VPN
- Ing. Vítězslav Sochor – OF, pak KPSDO
- Doc. Mgr. Jan Sokol, CSc. – OF, pak OH
- Ing. Jiří Souček – OF, pak OH
- Ing. Jozef Stank – KSS (KSČS), pak SDĽ
- Zdeněk Stolař – nezařazený, pak SČPŽR[26]
- JUDr. Karol Stome – OF, pak ODS
- Ing. Slavomír Stračár – VPN
- Ing. Pavol Suchán – VPN
- MUDr. Ferenc Szurovy – Együttélés-MKDH (MKDH)[11]
- Jiří Svoboda – KSČS, pak KSČM
- Ján Syč – SNS
- Michal Sýkora – KSS (KSČS), pak SDĽ
- Ing. Ilona Szőllősi – VPN (MNI), pak ODÚ-VPN (MOS)
- prof. JUDr František Šamalík, DrSc. – OF, pak KPSDO
- PhDr. František Šebej, CSc. – VPN, pak ODÚ-VPN
- JUDr. Filip Šedivý – OF, pak ODS
- Jozef Šedovič – SNS
- JUDr. Vlastimil Ševčík – OF, pak OH
- MUDr. Irena Šimečková – KDU, pak KDS-LDS
- Jan Šolc – OF, pak OH
- Jan Štern – OF, pak ODA
- PhDr. Milan Šútovec, CSc. – VPN, pak ODÚ-VPN
- Ing. Miroslav Tahy – KDH
- András Tamás – Együttélés-MKDH (Együttélés)[6]
- Ing. Bohumil Tichý – HSD-SMS
- JUDr. Petr Toman – OF, pak ODS, pak nezařazený
- JUDr. Václav Tomis – HSD-SMS, pak nezařazený
- Ing. Petr Uhl – OF, pak OH
- Vlastislav Valtr – OF, pak OH
- Vladimír Váňa – HSD-SMS, pak nezařazený
- JUDr. Klára Veselá-Samková – OF (ROI), pak ODS
- Vlastimil Vicen – VPN, pak HZDS
- Ing. Konštantín Viktorín, CSc. – KDH
- Jan Vild – OF, pak OH
- Dániel Vincze – Együttélés-MKDH (MKDH)[11]
- Ing. Jan Vodehnal – KSČS, pak KSČM
- Ing. Imrich Volek, CSc. – KDH
- MUDr. Ján Vosček – KDH
- Pavel Zapletal – HSD-SMS
- RNDr. Roman Zelenay, CSc. – VPN, pak HZDS
- Ing. Miloš Zeman – OF, pak OH, pak KPSDO
- Ing. Jozef Zlocha – VPN, pak HZDS

## Vysvětlení zkratek
- ASD – Asociace sociálních demokratů
- Együttélés – Együttélés[27]
- HSD-SMS – Hnutí za samosprávnou demokracii - Společnost pro Moravu a Slezsko[28]
- HZDS – Hnutie za demokratické Slovensko
- LDS – Liberálně demokratická strana
- KAN – Klub angažovaných nestraníků
- KDH – Kresťanskodemokratické hnutie
- KDS – Křesťanskodemokratická strana
- KDU – Křesťanská a demokratická unie[29]
- KDU-ČSL – Křesťanská a demokratická unie - Československá strana lidová
- KPSDO – Klub poslanců sociálně demokratické orientace
- KSČM – Komunistická strana Čech a Moravy[30]
- KSČS – Komunistická strana Československa[31]
- KSD OF – Klub sociálních demokratů Občanského fóra
- KSS – Komunistická strana Slovenska
- MKDH – Maďarské kresťanskodemokratické hnutie[32]
- MĽS – Maďarská ľudová strana
- MNI – Maďarská nezávislá iniciativa
- MOS – Maďarská občianska strana[33]
- NPOF – Nezávislí poslanci Občanského fóra[34]
- ODA – Občanská demokratická aliance
- ODÚ-VPN – Občianska demokratická únia-VPN
- OH – Občanské hnutí
- ODS – Občanská demokratická strana
- ROI – Romská občanská iniciativa
- SČPŽR – Strana československých podnikatelů, živnostníků a rolníků
- SDĽ – Strana demokratickej ľavice[30]
- SKDH – Slovenské kresťansko-demokratické hnutie
- SNJ – Slovenská národná jednota
- SNS – Slovenská národná strana
- VPN – Verejnosť proti násiliu

## Související článek
- Občanské fórum